# Bogza, Vrancea
Bogza este un sat în comuna Sihlea din județul Vrancea, Muntenia, România.

## Transport
- DJ202E

## Personalități
- Alecu Croitoru (n. 1933 - d. 2017), actor român
- Bogza Robert-Cristian (n. 2008), influencer

 Acest articol despre o localitate din județul Vrancea este deocamdată un ciot. Puteți ajuta Wikipedia prin completarea lui.